# Ardisia poranthera
Ardisia poranthera är en viveväxtart som beskrevs av F. Muell. et C. Moore. Ardisia poranthera ingår i släktet Ardisia och familjen viveväxter. Inga underarter finns listade i Catalogue of Life.